# 5 (numero)

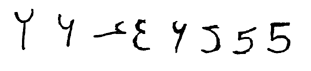
L'evoluzione del numero cinque dagli Indiani agli Europei

Cinque (indoeuropeo *penkwe; cf. latino quinque, greco πέντε, sanscrito páñca, gotico fimf, antico irlandese cōic, lituano penki, armeno հինգ, hing) è il numero naturale dopo il 4 e prima del 6.

## Proprietà matematiche
- È un numero dispari.
- È un numero difettivo.
- È il terzo numero primo, dopo il 3 e prima del 7.
  - È un numero primo di Fermat, {\displaystyle 5=2^{2^{1}}+1}
  - È un numero primo sicuro, ovvero (5−1)/2 è ancora un numero primo.
  - È un numero primo di Sophie Germain.
  - È un numero primo di Eisenstein.
- È un numero pentagonale.
- È un numero piramidale quadrato.
- È un numero quadrato centrato.
- È un numero pentatopico.
- È un numero congruente.
- È un numero idoneo.
- È il quinto numero della successione di Fibonacci, dopo il 3 e prima dell'8.
- È un numero di Catalan.
- È un numero intoccabile, non essendo la somma dei divisori propri di nessun altro numero.
- Un numero è divisibile per 5 se e solo se la sua ultima cifra è 0 oppure 5.
- Moltiplicato per se stesso si riproduce, infatti, 5x5=25 e 25x5=125. Inoltre quando lo si addiziona a se stesso, o quando lo si moltiplica per un numero dispari e un numero pari, da un numero che termina sempre per cinque o per dieci.
- Il quadrato di un numero avente come ultima cifra un 5 è pari ad un numero che ha come ultime cifre il numero 25 e come prime cifre il prodotto del numero di partenza privato del 5 per se stesso aumentato di una unità.  Ad esempio 252 = (2 × 3) 25 = 625 oppure 1252 = (12 × 13) 25 = 15 625.
- È la somma di due quadrati, 5 = 12 + 22.
- È la somma dei primi 2 numeri primi, infatti 2 + 3 = 5.
- È il più piccolo numero naturale che appartiene a 2 terne pitagoriche: (3, 4, 5) e (5, 12, 13).
- È un numero palindromo nel sistema numerico binario.
- È un numero a cifra ripetuta nel sistema di numerazione posizionale a base 4 (11).
- È un numero di Perrin.
- È un numero colombiano nel sistema numerico decimale.
- È un numero intero privo di quadrati.
- È un numero malvagio.
- È un numero che termina la sequenza di Collatz in un numero di passi pari a se stesso (secondo una congettura è l'unico numero naturale con questa proprietà).
- È un termine della successione di Padovan.

## Chimica
- È il numero atomico del Boro (B).

## Astronomia
- 5D/Brorsen è una cometa periodica perduta del sistema solare
- 5 Astraea è un asteroide della fascia principale battezzato così in onore di Astrea, dea della giustizia, innocenza e purezza.
- L'oggetto numero 5 del Catalogo di Messier (M5) è un ammasso globulare nella costellazione del Serpente.
- NGC 5 è una galassia ellittica della costellazione di Andromeda.

## Astronautica
- Cosmos 5 è un satellite artificiale russo.

## Simbologia

### Numerologia
Per tutti i popoli dai Maya ai Romani, dalla Preistoria ad oggi, il numero 5 aveva un ruolo speciale. In Cecoslovacchia è stato trovato, nel 1937, un osso di lupo risalente a 30 000 anni fa, con 55 tacche sistemate a gruppi di 5.
Il 5 è protagonista in alcuni sistemi di numerazione: quello occidentale a base 10 (2 volte 5), quello maya a base 20 (4 volte 5) e quello babilonese a base 60 (12 volte 5).
Il 5 ha nei numeri romani era un V, mentre i Maya lo indicavano con una barra (invece che con pallini).
In geometria il 5 rappresenta il pentagono nonché la stella a cinque punte. 
Il 5 è il simbolo dell'Uomo Universale (si ricordi la rappresentazione dell'uomo vitruviano), dell'unione, della luce e del cuore.
I Pitagorici riservavano a questo numero, un grande onore chiamandolo Matrimonio o assenza di contesa a causa dell’affinità del pari (il numero 2) col genere femminile e del dispari (il numero 3) col genere maschile. 
Rappresenta i 5 elementi per il buddismo (etere, fuoco, aria, acqua, terra) nonché i cinque sensi (vista, udito, tatto, gusto, odorato).
Nell'Ebraismo il cinque è rappresentativo dei libri di Mosè, in greco Pentateuco, i quali costituiscono la Torah (scritta). 
Nell'Islam il cinque è altamente simbolico: cinque sono i pilastri della Fede, cinque le preghiere canoniche giornaliere, cinque i doveri del musulmano, cinque le chiavi delle conoscenze segrete; la "mano di Fatima", amuleto per eccellenza dei paesi musulmani, è simbolo visibile del cinque.
Nell'induismo 5 è numero di Shiva, divinità anche rappresentata con cinque volti, a simboleggiare la padronanza sui cinque elementi (acqua, aria, terra, fuoco, etere) e i cinque sensi. Shiva è spesso anche raffigurato con una falce di luna al quinto giorno fra i capelli.
Nei Tarocchi il 5 è rappresentato dal Papa. Simboleggia la mediazione tra materia e spirito, visibile e invisibile, tra cielo e terra.

### Smorfia
- Nella smorfia il numero 5 è la mano.

### Scuola
- Nel sistema di valutazione scolastico italiano il voto 5 (nelle pagelle scritto per esteso, cinque) corrisponde all'insufficienza lieve.

## Convenzioni

### Sport
- La squadra di baseball MLB dei New York Yankees ha ritirato la maglia numero 5 in omaggio a Joe DiMaggio.
- La squadra di pallacanestro NBA dei Phoenix Suns ha ritirato la maglia numero 5 in omaggio a Dick Van Arsdale.
- La squadra di hockey su ghiaccio italiana dell'Asiago Hockey AS ha ritirato la maglia numero 5 in omaggio a Darcy Robinson.
- Nel calcio a 11 il 5, nella numerazione base, è il numero di maglia di uno dei due centrali difensivi.
- 5 è il numero di giocatori in una squadra di calcio a 5
- 5 è il numero di giocatori in una squadra di basket
- Nel rugby a 15 la maglia numero 5 è indossata dal giocatore di seconda linea destro.
- Nei gironi all'italiana di scherma i tiratori arrivano a 5 stoccate.

## Fumetti
- 5 è il numero perfetto è un fumetto di Igort, pubblicato nel 2002. Nel 2019 è diventato un film con la regia dello stesso autore.
- 5 Elementos è un fumetto spagnolo pubblicato nel 2008, scritto e disegnato da Jesus Garcia Ferrer.

## Termini derivati
- Cinquina
- Quinta
- Quinterno
- Quintana
- Quintessenza
- Quintetto
- Quinto di Treviso
- Quinto Vercellese
- Quinto Vicentino
- Quintuplo
- Pentagramma
- Pentacolo
- pentagono
- Pentapartito
- Pentateuco
- Quinquennale